# Hubina
Hubina este o comună slovacă, aflată în districtul Piešťany din regiunea Trnava. Localitatea se află la altitudinea de 200 m deasupra n.m., se întinde pe o suprafață de 26,84 km2 și în 2017 număra 511 locuitori.

## Istoric
Localitatea Hubina este atestată documentar din 1353.

## Demografie
| An:                | 1994 | 2004   | 2014   | 2024   |
| ------------------ | ---- | ------ | ------ | ------ |
| Număr de persoane: | 516  | 480    | 491    | 533    |
| Diferență:         |      | −6,97% | +2,29% | +8,55% |

| An:                | 2023 | 2024   |
| ------------------ | ---- | ------ |
| Număr de persoane: | 513  | 533    |
| Diferență:         |      | +3,89% |